# 夏兴华
夏兴华，南京大学化学化工学院教授，研究方向为仿生纳米材料、微纳流控生化分析等，中华人民共和国教育部2008年度“长江学者”特聘教授，享受国家特殊津贴。

## 生平
1986、1989年先后获厦门大学化学系学士和硕士学位，1996年获德国波恩大学博士学位。